# Saison 4 de The Last Man on Earth
Chronologie
Saison 3
Cet article présente le guide des épisodes de la quatrième et dernière saison de la série télévisée américaine The Last Man on Earth.

## Généralités
- Aux États-Unis, la saison a commencé le 1er octobre 2017 et s'est conclue le 6 mai 2018 sur le réseau FOX.

## Distribution

### Acteurs principaux
- Will Forte (VF : Antoine Nouel) : Phil Tandy Miller
- Kristen Schaal (VF : Audrey Sablé) : Carol Pilbasian
- January Jones (VF : Nathalie Karsenti) : Melissa Chartres
- Mel Rodriguez (VF : Jérôme Pauwels) : Todd
- Mary Steenburgen (VF : Maïté Monceau) : Gail Klosterman
- Cleopatra Coleman (VF : Aurélie Nollet) : Erica

### Acteurs récurrents et invités
- Keith L. Williams (VF : Fanny Bloc) : Jasper
- Kristen Wiig (VF : Marie Diot) : Pamela Brinton (épisodes 1 à 3)
- Mark Boone Junior (VF : Sylvain Lemarié) : Pat Brown (épisode 1)
- Chris Elliott (VF : Fabien Jacquelin) : Glenn[1] (épisodes 2 et 3)
- Fred Armisen : Karl Cowperthwaite[2] (épisodes 9 à 11)
- Leighton Meester : Zoe[3] (épisode 9)
- Geoffrey Rivas : Martinez (épisode 9)
- Jason Sudeikis (VF : Thierry Kazazian) : Mike Miller, frère de Phil[4] (épisodes 15 à 18)

## Liste des épisodes

### Épisode 1:Perdus dans l'océan
- États-Unis /  Canada : 1er octobre 2017 sur FOX[5] / Citytv
- France : 14 mai 2018 sur Canal+ Séries

- Kristen Wiig (Pamela Brinton)
- Mark Boone Junior (Pat)

### Épisode 2:Le Syndrome de Stockholm
- États-Unis /  Canada : 8 octobre 2017 sur FOX / Citytv
- France : 14 mai 2018 sur Canal+ Séries

- Kristen Wiig (Pamela Brinton)
- Chris Elliott (Glenn)
- Keith Williams (Jasper)

### Épisode 3:Équipe réduite
- États-Unis /  Canada : 15 octobre 2017 sur FOX / Citytv
- France : 14 mai 2018 sur Canal+ Séries

- Kristen Wiig (Pamela Brinton)
- Chris Elliott (Glenn)
- Keith Williams (Jasper)

### Épisode 4:Wisconsin
- États-Unis /  Canada : 22 octobre 2017 sur FOX / Citytv
- France : 14 mai 2018 sur Canal+ Séries

Keith Williams (Jasper)

### Épisode 5:Mamie
- États-Unis /  Canada : 5 novembre 2017 sur FOX / Citytv
- France : 21 mai 2018 sur Canal+ Séries

### Épisode 6:Double Cheeseburger
- États-Unis /  Canada : 12 novembre 2017 sur FOX / Citytv
- France : 21 mai 2018 sur Canal+ Séries

### Épisode 7:Le Défenseur des femmes
- États-Unis /  Canada : 19 novembre 2017 sur FOX / Citytv
- France : 21 mai 2018 sur Canal+ Séries

### Épisode 8:Interdit aux mineurs
- États-Unis /  Canada : 3 décembre 2017 sur FOX / Citytv
- France : 21 mai 2018 sur Canal+ Séries

### Épisode 9:Karl
- États-Unis /  Canada : 7 janvier 2018 sur FOX / Citytv
- France : 28 mai 2018 sur Canal+ Séries

### Épisode 10:Cannibalisme
- États-Unis /  Canada : 14 janvier 2018 sur FOX / Citytv
- France : 28 mai 2018 sur Canal+ Séries

### Épisode 11:Panique dans la maison
- États-Unis /  Canada : 18 mars 2018 sur FOX / Citytv
- France : 28 mai 2018 sur Canal+ Séries

- États-Unis : 1,60 million de téléspectateurs[16] (première diffusion)

### Épisode 12:La Fée du logis
- États-Unis /  Canada : 25 mars 2018 sur FOX / Citytv
- France : 28 mai 2018 sur Canal+ Séries

- États-Unis : 1,61 million de téléspectateurs[17] (première diffusion)

### Épisode 13:Balance la purée
- États-Unis /  Canada : 1er avril 2018 sur FOX / Citytv
- France : 28 mai 2018 sur Canal+ Séries

- États-Unis : 1,37 million de téléspectateurs[18] (première diffusion)

### Épisode 14:Livraison express
- États-Unis /  Canada : 8 avril 2018 sur FOX / Citytv
- France : 4 juin 2018 sur Canal+ Séries

- États-Unis : 1,51 million de téléspectateurs[19] (première diffusion)

### Épisode 15:Survivants désignés
- États-Unis /  Canada : 15 avril 2018 sur FOX / Citytv
- France : 4 juin 2018 sur Canal+ Séries

- États-Unis : 1,36 million de téléspectateurs[20] (première diffusion)

### Épisode 16:Danger planétaire
- États-Unis /  Canada : 22 avril 2018 sur FOX / Citytv
- France : 4 juin 2018 sur Canal+ Séries

- États-Unis : 1,54 million de téléspectateurs[21] (première diffusion)

### Épisode 17:Barbara Ann
- États-Unis /  Canada : 29 avril 2018 sur FOX / Citytv
- France : 4 juin 2018 sur Canal+ Séries

- États-Unis : 1,77 million de téléspectateurs[22] (première diffusion)

### Épisode 18:Cancun, Baby!
- États-Unis /  Canada : 6 mai 2018 sur FOX / Citytv
- France : 4 juin 2018 sur Canal+ Séries

- États-Unis : 1,66 million de téléspectateurs[23] (première diffusion)